# Desognaphosa kroombit
Desognaphosa kroombit is een spinnensoort uit de familie Trochanteriidae. De soort komt voor in Queensland.